# Premio José Reis de Divulgación Científica
El Prêmio José Reis de Divulgação Científica (en español: Premio José Reis de Divulgación Científica (en inglés: José Reis Science Communication Award) es un galardón honorífico anual otorgado por el Consejo Nacional de Desenvolvimiento Científico y Tecnológico (CNPq) a la institución, medio de comunicación, publicación o persona que más contribuye a la difusión y la conciencia pública de la ciencia y de la tecnología en Brasil. El premio fue nombrado en honor de José Reis, un biólogo brasileño y periodista científico pionero en ese campo del periodismo.

## Laureados
- 2015: Fundación Oswaldo Cruz. Honorable mención: Departamento de Ciencia y Tecnología del Estado de Bahía.

- 2014: Herton Abacherli Escobar - del periódico O Estado de S. Paulo.

- 2013: Ildeu de Castro Moreira - de la Universidad Federal de Río de Janeiro.

- 2012: Fundação Joaquim Nabuco – (Fundaj) – Ministerio de Educación (Brasil). Honorable mención: Instituto de Estudos Avançados da Universidade de São Paulo.

- 2011: Ana Lucia Azevedo - del periódico O Globo.

- 2010: Roberto Lent - de la Universidad Federal de Río de Janeiro.

- 2009: Espaço Ciência - del Departamento de Estado de Ciencia, Tecnología y Ambiente de Pernambuco.

- 2008: Alicia Ivanissevich, de la revista Ciência Hoje, editada por la Sociedade Brasileira para o Progresso da Ciência. Honorable mención: Marluce Moura, editor en jefe de la Revista Pesquisa Fapesp, editada por la Fundação de Amparo à Pesquisa do Estado de São Paulo.

- 2007: Jeter Jorge Bertoletti, de la Pontificia Universidad Católica de Río Grande del Sur.

- 2006: Centro Brasileiro de Pesquisas Físicas. Honorable Mención: Fundación de Apoyo a la Investigación del Estado de Sao Paulo y Memorial de la Cámara Municipal de Porto Alegre

- 2005: Marcelo Nogueira Leite (Folha de S.Paulo). Honorable mención: Verônica Falcão Souto (Jornal do Commércio) y Lana Cristina do Carmo (Agencia Radiobrás)

- 2004: Vanderlei Salvador Bagnat (Universidad de São Paulo). Honorable mención: Suzana Carvalho Herculano Houzel (Universidad Federal de Río de Janeiro)

- 2003: Fundação Zoobotânica do Rio Grande do Sul. Honorables menciones: Radiobrás y Televisão Capital de Fortaleza (TV Diário).

- 2002: Fabiola Imaculada de Oliveira (Universidad de São Paulo)

- 2001: Marcelo Gleiser (Dartmouth College)

- 2000: Fundación de Apoyo a la Investigación del Estado de Sao Paulo. Honorable Mention: Museo de Astronomía y Ciencias Afines (MAST)

- 1999: José Hamilton Ribeiro (Globo Network). Honorable mención: Ulisses Capozoli (O Estado de S. Paulo).

- 1998: Samuel Murgel Branco (Universidad de São Paulo). Honorables menciones: Nelio Marco Vincenzo Bizzo (Universidad de São Paulo) y Aldo da Cunha Medeiros (Universidad Federal de Río Grande del Norte)

- 1997: Jornal do Commércio de Recife. Honorable mención: Centro de Ciencias de la Secretaría de Estado de Ciencia y Tecnología del Estado de Río de Janeiro; Espacio Museo de la Vida de la Fundación Oswaldo Cruz (Fiocruz) y Proyecto Espacio Ciencia, Secretaría de Ciencia, Tecnología y Ambiente del Estado de Pernambuco.

- 1996: Roberto Barros de Carvalho (Revista Ciência Hoje). Honorable mención: Cláudio Roberto Cordovil Oliveira (Jornal do Brasil).

- 1995: Ângelo Barbosa Monteiro Machado (Universidade Federal de Minas Gerais). Honorable mención: Samuel Murgel Branco (Universidad de São Paulo).

- 1993: Ernst Wolfgang Hamburger (Universidad de São Paulo), José Monserrat Filho (Jornal Ciência Hoje) y Agencia de Comunicación de la Universidade Federal de Santa Catarina.

- 1992: Renato M.E. Sabbatini (Facultad de Ciencias Médicas de la Universidad Estadual de Campinas); Martha San Juan França (O Estado de S. Paulo). Honorables menciones: João Carlos Pinheiro da Fonseca, Revista Telebrasil y Productora EMA Vídeo.

- 1991: desierto. Honorable mención: Moacyr Costa Ferreira (Facultad de Ciencias Exactas y Experimentales de Guaxupé), Erika Franziska Herd Werneck (Departamento de Comunicación del Instituto de Artes y Comunicación de la Universidade Federal Fluminense). Honorable mención: Roberto Barros de Carvalho y Alicia Maria Ivanissevich (Revista Ciência Hoje). Institución: Revista Ciência Hoje das Crianças (SBPC). Honorable mención: Caderno Vida, Jornal Zero Hora y Agência Brasil.

- 1990: Virgínia Torres Schall (Instituto de Biología, Fiocruz) y Ricardo Bonalume Neto (Jornal Folha de S.Paulo). Institución: Revista Superinteressante (Editora Abril)

- 1989: Andrejus Korolkovas (Facultad de Ciencias Farmacéuticas de la Universidad de São Paulo). Honorable mención: Júlio César Lobo (Jornal A Tarde). Institución: Estação Ciência, Conselho Nacional de Desenvolvimento Científico e Tecnológico. Honorable mención: Instituto Butantan.

- 1988: Roberto Muylaert Tinoco y Conceição Lemes, Revista Saúde. Honorable mención: Marina Pires do Rio Caldeira (Folha da Manhã). Institución: Feira de Tecnologia de la Universidade Estadual de Campinas.

- 1987: Messias Carrera (Sociedad Brasileña de Entomología), Diógenes Vieira Silva (Diário do Grande ABC). Honorable mención: Ivo Egon Stigger (Jornal Zero Hora). Institución: Museu Paraense Emílio Goeldi. Honorable mención: Fundação para o Desenvolvimento do Ensino de Ciência - FUNBEC

- 1986: Júlio Abranczyk (Jornal Folha de S.Paulo), Sergio Moraes Castanheira Brandão. Institución: Instituto de Arqueología Brasileña – IAB.

- 1985: Maria Julieta Sebastiani Ormastroni (Instituto Brasileño de Educación, Ciencia y Cultura – IBECC). Honorable mención: Andrejus Korolkovas (USP). Ethevaldo Mello de Siqueira (Revista Nacional de Telemática). Honorable mención: Ulisses Capozoli (Folha de S.Paulo). Institución: Globo Ciência programa de TV (Fundação Roberto Marinho y Globo Vídeo).[2] Honorable Mención: Programa "Encontro Com a Ciência", SBPC.

- 1984: Gilberto de Souza Soares de Almeida (Fundación Universidad Estadual de Maringá). Honorable mención: Luis Gonzaga Engelberg Lordello, Escuela Superior de Agricultura Luiz de Queiroz de la Universidad de São Paulo), Claudio Savaget y Elza Kawakami Savaget. Institución: Diário do Grande ABC. Honorable mención: Museo de Prehistoria "Paulo Duarte" de la Universidad de São Paulo.

- 1983: Hitoshi Nomura (Escuela Superior de Agricultura "Luiz de Queiroz"). Silvio Raimundo  (Revista Visão). Institución: Equipo de "Globo Rural" (Globo Network). Institución: Revista Ciência Hoje (SBPC). Honorable mención: Jornal Folha de S.Paulo.

- 1982: Carlos da Silva Lacaz (Sociedad Brasileña para el Progreso de la Ciencia). Honorable mención: Revista Ciência Hoje, SBPC

- 1980: Oswaldo Frota-Pessoa (Universidad de São Paulo). Honorable mención: Maria Julieta Sebastiani Ormastroni (Fundación Brasileña de Enseñanza de Ciencias)

- 1978: Ronaldo Rogério de Freitas Mourão (Observatório Nacional)